# Ołtarz Trzech Króli

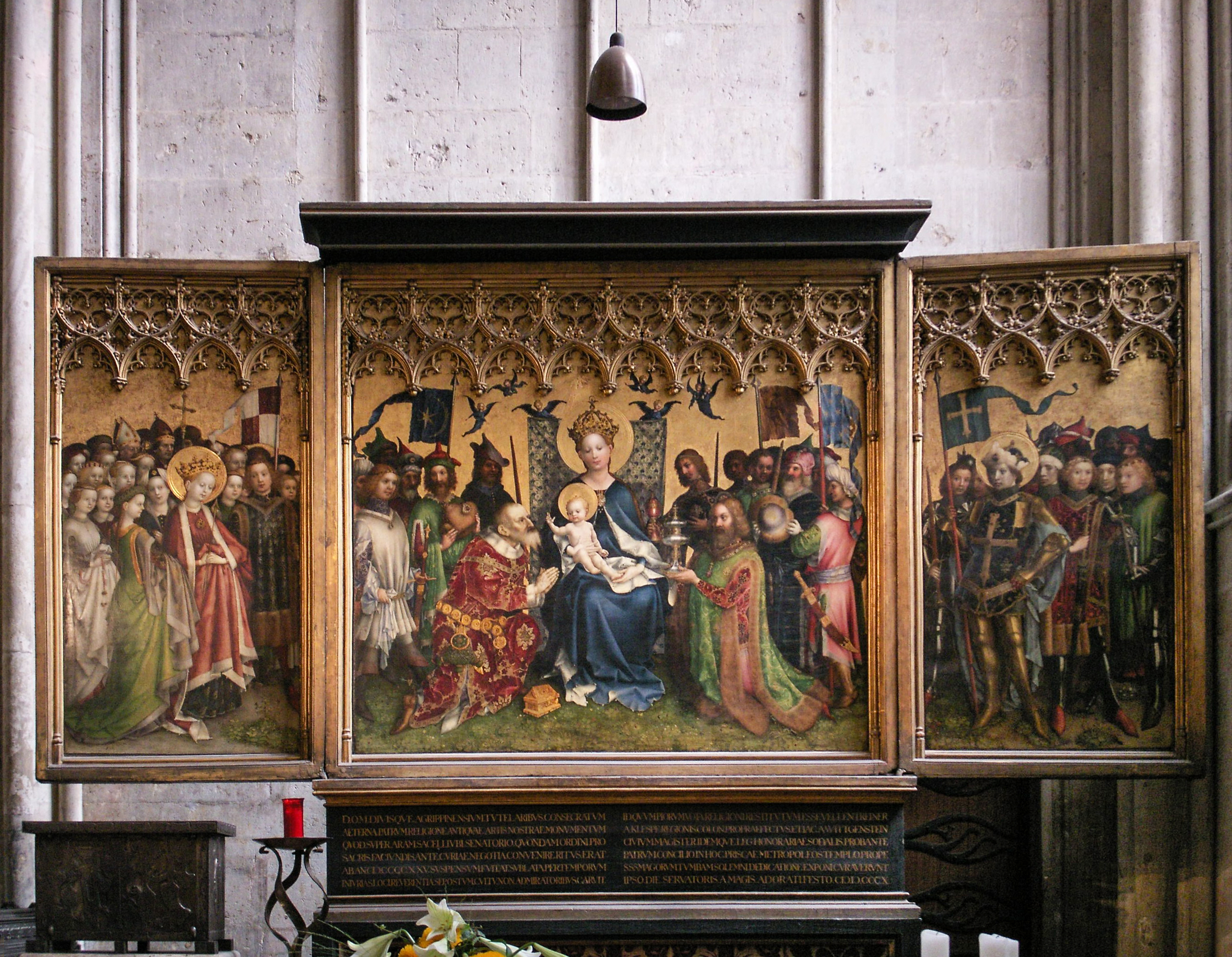
Widok ogólny otwartego Ołtarza Trzech Króli – fotografia współczesna

Ołtarz Trzech Króli (niem. Dreikönigsaltar) – znany również jako Ołtarz Patronów Miasta (Altar der Kölner Stadtpatrone) ponadto znany jest w literaturze niemieckiej jako Kölner Dombild – późnogotycki ołtarz, czołowe dzieło Stefana Lochnera znajdujące się w Katedrze pw. NMP i św. Piotra w Kolonii.

## Historia
Ołtarz powstał w 1440 lub 1442 z inicjatywy Rady Miejskiej Kolonii. Umieszczony został w kaplicy miejscowego ratusza i znajdował się tam do 1794 roku. Wtedy z obawy przed rewolucjonistami masowo niszczącymi dobra kościelne ołtarz ukryto w ratuszowej wieży. Później tryptyk powrócił na swoje miejsce, ale na krótko, bo w 1809, kiedy dokonano sekularyzacji kaplicy ratuszowej, ołtarz przestał pełnić swoją funkcję. Z inicjatywy kolekcjonera dzieł sztuki, botanika, matematyka i duchownego kolońskiego Ferdinanda Franza Wallrafa ołtarz przeniesiono do Kaplicy Świętej Agnieszki znajdującej się w pobliskiej katedrze. Po ostatniej wojnie retabulum umieszczono w kaplicy Mariackiej, gdzie znajduje się do dziś. Do dziś kaplica i ołtarz pełnią rolę liturgiczną. Codziennie w kaplicy odprawiane jest nabożeństwo. W okresie Adwentu i wielkiego postu Ołtarz Trzech Króli jest zamknięty.

## Wygląd
Gotycki Ołtarz Trzech Króli ma formę tryptyku. Wykonany został techniką mieszaną. Namalowany temperą na desce dębowej posiada elementy snycerki. Wymiary – 260 × 185 cm (obraz środkowy), 261 × 142 cm (skrzydła boczne, dwustronnie malowane).
Centralny obraz przedstawia scenę Pokłonu Trzech Króli. Pośrodku umieszczono Madonnę z Dzieciątkiem. Na osi tronująca Maryja trzyma lekko małego Jezusa, który podnosi rękę w geście błogosławieństwa. Po bokach ukazani są Trzej Królowie ofiarujący Dzieciątku mirrę, złoto i kadzidło – dwaj ubrani w bogato zdobione stroje klęczą u stóp Marii, trzeci stoi przy ozdobnym tronie po lewej stronie Matki Bożej. Świadkami sceny rozgrywającej się w kwiecistym ogrodzie są liczni przedstawiciele rycerstwa z ich atrybutami, m.in. ozdobnymi chorągwiami symbolizującymi trzy kontynenty – Europę (złote gwiazdy na błękitnym tle), Azję (postać Murzyna na złotym tle) i Afrykę (złota gwiazda z półksiężycem na błękitnym tle). Świat niebiański reprezentują liczne anioły, w tym dwa trzymające bogato dekorowaną kotarę zawieszoną nad tronem Marii.
Podobnie jak w obrazie głównym wielopostaciowe sceny zostały ukazane na skrzydłach bocznych.
Na lewym (od strony widza) skrzydle została przedstawiona Święta Urszula odziana w czerwoną suknię, z koroną na skroniach. W rękach trzyma atrybut jej męczeńskiej śmierci – strzałę. Towarzyszy jej jedenaście dziewic, z których jedna trzyma chorągiew z czteropolową biało-czerwoną szachownicą, na białych polach widoczne są stylizowane płomienie w liczbie jedenastu, na czerwonych po trzy złote lwy – godło Anglii. Ponadto widoczne są sylwetki duchownych hierarchów (m.in. święty Cyriak, papież i ówczesny arcybiskup Kolonii Dietrich von Moers).
Wraz z ukazanymi na prawym skrzydle żołnierzami legii tebańskiej przedstawiony został w kontrapoście Św. Gereon jako rycerz. Odziany w bogato zdobioną zbroję w prawej ręce dzierży chorągiew z krzyżem.
Wszystkie trzy sceny są obramione płaskorzeźbioną w drewnie strukturą przypominającą późnogotyckie formy. Kwatery flankują smukłe kolumienki zwieńczone fialami, które wspierają rozbudowane zwieńczenie składające się z dekoracji maswerkowej, wzbogaconej charakterystycznymi dla gotyku trójliśćmi, rybim pęcherzem oraz żabkami.
Na rewersach została ukazana podzielona na dwa skrzydła scena Zwiastowania. Scena rozgrywa się w kameralnym wnętrzu. Obok dynamicznie ukazanej Marii widoczne są fragmenty umeblowania dekorowane motywami gotyckimi. Obok umieszczonej na ławie poduszki stoi wazon z liliami. W tle znajduje się złota stora z bogatą dekoracją ornamentalną.

Stefan Lochner – Ołtarz Trzech Króli ok. 1440 – Katedra św. Piotra i Najświętszej Marii Panny w Kolonii
Uroczystą, dostojną atmosferę tworzą izokefalicznie ustawione szeregi odzianych w bogate stroje postaci. Zróżnicowane od strony kolorystycznej i dekoracyjnej szaty kontrastują z jednolitością idealizowanych twarzy. Pomimo dbałości o fizjonomię postaci twarze cechuje charakterystyczna dla Lochnera subtelność, liryzm, delikatność i dziewczęcość. Cechy te najbardziej są wyeksponowane na twarzach Maryi i Dzieciątka. Niemal aksamitne modelowanie światłem i cieniem zacierają cechy charakterystyczne dla naturalizmu.
Ołtarz wyróżnia bogata gama barwna oscylująca wokół nasyconych czerwieni, zieleni i ciemnych błękitów, skontrastowana ze złotym tłem. Artysta położył również nacisk na szczegół, misternie opracował detale takie jak złote klejnoty. Szaty królów posiadają bogatą dekorację ornamentalną, co dodaje całości obrazu reprezentacyjności i majestatyczności. Tłumy postaci wypełniających przestrzeń głównego i bocznych obrazów są kontrastowo zestawione ze sceną Zwiastowania ołtarza zamkniętego, gdzie postacie Maryi i Archanioła Gabriela ustępują ukazanej w złotych tonacjach przestrzeni.
Od strony artystycznej Ołtarz Trzech Króli stanowi syntezę kilku silnych wpływów artystycznych.

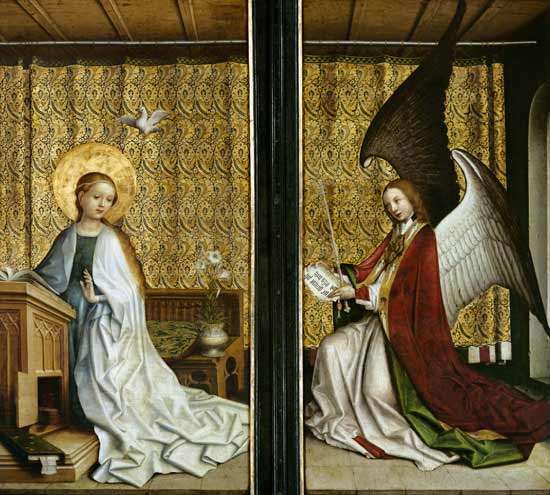
Widok Ołtarza zamkniętego ze sceną Zwiastowania

Oprócz wypracowanej przez Lochnera maniery, czytelne są tu dwie recepcje stylowe, jedna będąca kontynuacją tradycji stylu „pięknego” obecnego w większości regionów Europy oraz kwitnącej w Niderlandach nowej myśli w sztuce zapoczątkowanej przez Jana van Eycka i Roberta Campina. Liryzm, wdzięk, delikatny modelunek szat oraz uroczysta dworska atmosfera stanowią cechy stylu pięknego, którego wpływy zaznaczyły się silnie w pobliskiej Westfalii, gdzie działał w Dortmundzie Konrad von Soest. Natomiast sceneria dzieła przypomina stworzony kilka lat wcześniej przez Huberta i Jana van Eycków Ołtarz Gandawski. Potwierdza to silne kontakty warsztatów kolońskich ze środowiskami znajdującymi się na zachód od Renu. Symetryczna kompozycja otwartego tryptyku z hieratycznie wyeksponowaną częścią środkową, gdzie tronująca Madonna z Dzieciątkiem i dwóch starszych królów tworzą trójkątny układ przestrzenny ma związek z malarstwem włoskim doby trecenta, szczególnie z gotyckimi przedstawieniami ikonograficznymi znanymi jako Maestà. Temat ten podjęli m.in. Duccio i Simone Martini.

## Interpretacja
Program ikonograficzny odnosi się do miasta Kolonii, będącej wówczas jednym z wolnych miast Rzeszy, siedzibą arcybiskupstwa oraz silnym ośrodkiem artystycznym. Patronami miasta i katedry są ukazani w środkowej scenie Trzej Królowie, których relikwie spoczywają do dziś w katedrze.
Święta Urszula i towarzyszące jej dziewice w liczbie jedenastu zostały zamordowane przez Hunów w Kolonii w roku 383 podczas ich pielgrzymki do Rzymu. Na proporcu znajduje się godło odnoszące się zarówno do św. Urszuli i jej dziewic (11 płomieni), jej pochodzenia (Anglia) natomiast tynktura sztandaru odnosi się do ówczesnej przynależności Kolonii do Hanzy (biało-czerwone barwy były barwami tego związku miast).
Kolejnym patronem miasta jest zmarły ok. 304 roku święty Gereon – męczennik, legionista rzymski, ukazany w prawym skrzydle jako chrześcijański rycerz. W wiekach średnich był patronem rycerzy. W pobliżu ratusza znajduje się kościół św. Gereona.